# Ремплерский сельсовет
Ремплерский сельсовет (тат. Ремплер авыл советы, Rempler awıl sovetı) — административно-территориальная единица в Татарской АССР.
Административный центр — село Ремплер.

## История
Ремплерский сельсовет был образован в середине 1920-х годов в составе Воскресенской волости Арского кантона; в первые годы существовал как чувашский национальный сельсовет. После упразднения волости в 1927 году вошёл в состав Казанского района.
После разукрупнения Казанского района в 1938 году оказался в Юдинском районе. На тот момент в сельсовете проживало 384 человек в 80 хозяйствах, из них 71 хозяйство колхозников, 2 — единоличников, 7 — рабочих и служащих.
В 1953 году упразднён с передачей населённых пунктов Осиновскму сельсовету, однако вскоре упразднение сельсовета отменено.
На 1956 год сельсовет состоял из трёх населённых пунктов: Ремплер, Воронино и Казанский.
В 1958 году перечислен в состав Зеленодольского района и в том же году упразднён; населённые пункты вошли в состав Осиновского сельсовета.

## Население
Население сельсовета составляло 384 чел. в 1938 году.

## Колхозы
В 1949 году на территории сельсовета действовали 2 колхоза:
- «Красная Чувашия» (Ремплер),
- имени Крупской (Воронино).[9]